# Louise Hanna-Walker
Louise Hanna-Walker, född 21 mars 1951, är en friidrottare från Kanada. Hon deltog vid olympiska sommarspelen 1972 och olympiska sommarspelen 1976.